# La Gallareta
La Gallareta is een plaats in het Argentijnse bestuurlijke gebied Vera (departement) in de provincie Santa Fe. De plaats telt 3.118 inwoners.